# Синяя майка

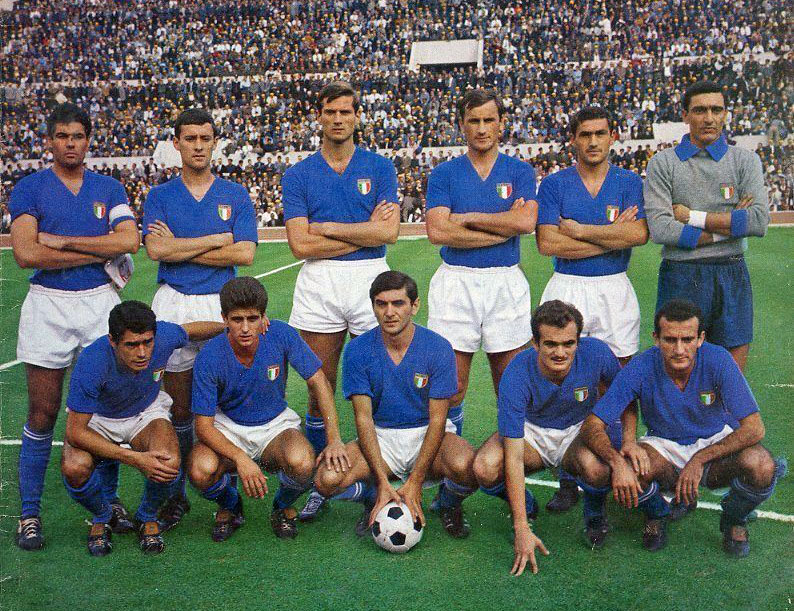
Сборная Италии по футболу перед матчем, 1965 год

Синяя майка (итал. Maglia azzurra) — традиционная форма, используемая практически всеми спортсменами, представляющими Италию на международном уровне.

## История
Первыми спортсменами, использующими в своей форме синий цвет, стали футболисты. В дебютном международном матче сборной Италии против Франции, состоявшемся в 1910 году, хозяева вышли на поле в белой форме. Согласно распространённой легенде, подобная расцветка была выбрана в качестве дани уважения «Про Верчелли» — сильнейшему итальянскому клубу той эпохи. Однако на самом деле, на момент первого матча сборной цвета формы ещё не были официально согласованы, и белый был выбран в качестве нейтрального цвета для футболок. 
Синий цвет для формы впервые был использован 6 января 1911 года во время матча Италии против Венгрии (1:0 в пользу итальянцев), прошедшего на стадионе в Милане. Белая форма стала резервной. Относительно появления синего цвета на форме команды существует несколько версий. В частности, есть предположение о том, что подобная гамма была принята в честь сборной Франции. Согласно ещё одной версии, синий появился на форме в честь цвета итальянских морей или безоблачного неба.
Иная легенда утверждает, что синий был случайно выбран в качестве альтернативы белому цвету во время матча с венграми, перед началом которого в Милане прошёл сильный снегопад и образовался туман. На самом деле, синий цвет с 1360 года по традиции тесно связан с Савойским домом, глава которого в 1861 году стал королём объединённой Италии. На Олимпийских играх синяя форма начала официально использоваться с 1932 года, до этого преобладающим цветом был белый. С 1947 года на форме стал изображаться скудетто — небольшой круглый значок в цветах национального триколора, что сохранилось и в настоящее время.

## Исключения
Несмотря на то, что синий является преобладающим цветом формы итальянских спортсменов на международных соревнованиях, существует ряд исключений из этого правила. В частности, в автоспорте традиционным идентификационным цветом Италии на протяжении многих лет был не синий, а красный. Помимо этого, начиная с конца 1990-х годов на соревнованиях по велоспорту итальянцы выступают в белой форме, а команды Италии на первенствах по зимним видам спорта традиционно используют белую или красную форму.